# Agricultura biodinàmica
L'agricultura biodinàmica és un mètode d'agricultura ecològica que es va començar a exercir des de l'any 1924 com una aplicació dels principis de la filosofia de Rudolf Steiner, l'antroposofia. El terme «biodinàmica» prové del grec bios (vida) i dynamis (força) i vol significar que aquest mètode treballa d'acord amb les energies de la vida, cercant una relació suposadament correcta entre l'home i la terra, procurant assegurar la salut del sòl i les plantes. Els adobs en aquesta agricultura no poden ser originats per síntesi química i són fabricats amb un sistema propi i especial.
Les objeccions a l'agricultura biodinàmica se centren en el fet que es poden obtenir resultats similars simplement amb l'agricultura orgànica i a més que les preparacions que es fan servir, per exemple per a obtenir adobs, no estan basades en la ciència sinó en l'antiga alquímia o la geomància.
L'agricultura biodinàmica tracta les explotacions agrícoles com organismes unificats i individuals., posa l'èmfasi en el balanç holístic de desenvolupament i interrelació entre els sòls les plantes i els animals com un sistema d'autonutrició sense entrades externes arribant tan lluny com sigui possible tenint en compte la pèrdua de nutrients que hi ha en les sortides per venda dels aliments vegetals i animals.
Per a alguns aquest sistema d'agricultura seria el primer que va aparèixer del que actualment s'anomena agricultura ecològica o orgànica, l'agricultura biodinàmica té molt en comú amb altres agricultures orgàniques, ja que dona molta importància a l'ús d'adobs orgànics i de composts i exclou utilitzar productes de síntesi química en sòls i plantes. Com mètodes únics en la biodinàmica són les preparacions amb herbes fermentades i les preparacions minerals com additius del compost i com aspersions al camp. També és específic d'aquest sistema l'ús d'un calendari astronòmic per sembrar i per plantar.

## Història
El 1924 Rudolf Steiner va donar un curs amb vuit lectures sobre agricultura al castell de Koberwitz actualment a Polònia i en aquella època a la Silèsia alemanya. Aquest curs va ser iniciativa d'uns agricultors de la zona que havien advertit una pèrdua de fertilitat i degradació del sòl que atribuïen a l'ús de fertilitzants obtinguts per síntesi química.

## Mètode d'agricultura biodinàmica
L'agricultura biodinàmica concep la granja com un organisme, una entitat amb la seva pròpia individualitat. "Es posa l'èmfasi en la integració de cultius i d'animals de granja, el reciclatge dels nutrients, el manteniment del sòl i la salut i el benestar de conreus i animals, el granger també és part d'aquest tot" Els conreu de cobertora, els adobs verds i la rotació de conreus es fan servir extensament.

### Preparacions biodinàmiques
Steiner va prescriure nou preparacions diferents per ajudar la fertilització que resulten essencials en aquest sistema d'agricultura i va descriure com s'havien de preparar. Steiner creia que aquestes preparacions transferien "forces" còsmiques sobrenaturals i terrestres al sòl.
Les nou preparacions reben els nombres del 500 al 508 els ingredients són en les preparacions 500 i 501, banya de vaca enterrada a la tardor i recuperada a la primavera o quars triturat i tractat d'una manera similar. Les preparacions del 502 al 508 s'utilitzen per preparar el compost i es fan servir determinades plantes: Achillea millefolium, Matricaria recutita, Urtica dioica, Quercus robur, Taraxacum officinale, Valeriana officinalis i Equisetum. Però el mètode de preparació d'aquestes herbes implica, en alguns casos, introduir-les en parts de determinats animals: cérvols, bovins o animals domèstics.

### Calendari astronòmic de plantació
Considera que hi ha influències astronòmiques en el desenvolupament del sòl i les plantes, per exemple les fases de la lluna indiquen el moment adequat de sembrar segons quines espècies. Aquest aspecte de la biodinàmica es considera de naturalesa astrològica.

### Tractament contra plagues i males herbes
Es parteix de la base que el control es fa tenint l'organisme “granja” en bon estat de salut quan aquest control no s'aconsegueix fa servir tècniques similars a la de la fertilització. Entre aquestes tècniques hi ha l'ús de cendres de les plagues o de les males herbes. Es considera que les plagues i les males herbes reflecteixen un desequilibri del sòl. També s'aplica les influències astrològiques
- Les males herbes es combaten recollint-les i cremant-les, les cendres obtingudes es distribueixen pel camp que hagi estat lleugerament espargit per orina estèril de vaca (l'orina ha d'haver estat exposada a la lluna plena durant sis hores) això es fa suposadament per bloquejar la influència de la lluna en la determinada mala herba i que aquesta mala herba sigui infèrtil.

### Producció de llavors
Es focalitza en la pollinització oberta cosa que permet als grangers obtenir la seva pròpia llavor per a sembrar-la i també en el desenvolupament de varietats locals ben adaptades.

## Protecció de la marca registrada “Biodinàmica”
El terme Biodynamic és una marca registrada per Demeter que és una associació d'agricultors biodinàmics que s'encarrega de vetllar pel respecte de les tècniques elaborades per Rudolf Steiner.

## Eficàcia
Un estudi d'avaluació a llarg termini de sistemes d'agricultura biodinàmica, ecològica i convencional, assenyala la major biodiversitat de la comunitat biològica de les explotacions ecològiques. Segons els seus resultats, les granges biodinàmiques tenen millor qualitat estructural del sòl, i millors índexs biològics comparades amb els controls que s'usen mètodes no orgànics; però sense diferències significatives amb altres mètodes orgànics. La qualitat del sòl es manté en emprar compost.